# 제5침공 (영화)
《제5침공》(영어: The 5th Wave)은 2016년에 개봉한 미국의 SF 스릴러 영화로, 릭 얀시의 동명 SF 소설을 원작으로 한다. J 블레이크슨이 감독하고, 클로이 그레이스 머레츠, 닉 로빈슨이 주연을 맡았다.

## 줄거리
오하이오주의 고등학생인 캐시 설리번은 M4 카빈으로 무장한 채 숲에서 나와 버려진 주유소를 습격한다. 그녀가 들어가자 도와달라는 목소리가 들린다. 그녀는 총을 겨누는 부상당한 남자를 발견하고, 그들은 서로에게 무기를 내려놓으라고 말한다. 그가 재킷 아래에서 다른 손을 꺼내자, 그녀는 십자가의 금속성 광채를 총으로 착각하여 그를 죽인다. 그리고 화면은 검은색으로 바뀌고 그녀의 배경 이야기가 시작된다.
거대한 외계 우주선이 "아더스"라고 불리는 외계생명에 의해 인도되어 지구를 돌고 있다. 10일 후, 아더스는 '첫 번째 웨이브'를 발사하는데, 이는 전 세계의 모든 전력과 통신을 비활성화하고 비행 중인 비행기를 포함한 이동하는 차량의 엔진을 멈추게 하는 전자기 펄스이다. '두 번째 웨이브'는 아더스에게 행성의 지질학과 단층선을 조작할 수 있는 힘을 주어, 마이애미, 런던, 방콕, 뉴욕을 포함한 해안 도시와 섬들을 파괴하는 지진과 메가쓰나미를 일으킨다. 오하이오주에서는 이리호가 범람하고, 캐시와 그녀의 남동생 샘은 나무를 타고 탈출한다. '세 번째 웨이브'를 위해 아더스는 조류 인플루엔자 균주를 변형하여 새를 통해 행성 전체에 퍼뜨린다. 인구는 궤멸되고 캐시의 어머니 리사는 희생자 중 한 명이다. '네 번째 웨이브'에서 아더스는 인간을 조종하여 다른 인간을 죽이기 시작한다.
캐시, 샘, 그리고 그들의 아버지 토마스는 숲 속에서 약 300명의 생존자를 위한 피난처로 사용되는 여름 캠프를 발견한다. 며칠 후, 작동하는 차량을 가진 미국 육군 부대가 캠프에 들어온다. 부대 사령관인 알렉산더 보쉬 대령은 '다섯 번째 웨이브'의 임박한 위협이 있다고 주장한다. 그는 육군이 아이들을 라이트-패터슨 공군 기지로 안전하게 데려갈 것이며, 어른들을 위해 버스를 다시 가져올 것이라고 말한다. 캐시는 샘과 헤어지고 육군 부대가 토마스를 포함한 모든 어른들을 학살하는 것을 목격한다. 캐시는 기지 쪽으로 향하지만 저격수에게 다리에 총을 맞고 기절한다.
일주일쯤 후, 그녀는 에반 워커라는 젊은 남자의 농가에서 깨어나는데, 그는 자신이 그녀의 목숨을 구했다고 말한다. 캐시는 에반과 함께 기지로 향하지만, 그는 몇 년 전부터 침투 요원으로 보내진 아더라는 것을 알게 된다. 그는 자신의 의식을 인간 숙주에 합쳤다. 이 침투 요원들은 지정된 구역을 돌아다니며 인간 생존자들을 죽인다. 에반은 그녀를 봤을 때 자신의 인간성이 다시 활성화되었고, 훈련과 침공에 협력할 의사가 없다고 인정하며 그녀를 떠나게 한다. 그는 보쉬와 군대가 개별 아더스의 의식에 사로잡혀 있다고 경고한다.
기지에서 군대는 속임수와 기술을 사용하여 구조된 아이들에게 기지 밖의 모든 인간이 사로잡혔다고 확신시킨다. 그들은 아이들에게 군사 훈련을 제공하여, 기지 밖에서 살상 임무를 수행할 분대를 구성한다. 샘은 캐시가 짝사랑했던 벤 패리쉬라는 소년이 이끄는 분대에 배정되었고, 터프한 십대 소녀 링거, '두 번째 웨이브'에서 살아남은 십대 소년 덤보, 그리고 티컵도 함께한다. 살상 임무를 수행하는 동안 링거는 군사 임플란트를 제거하여 분대의 조준경에 아더스에 사로잡힌 인간으로 등록된다. 분대는 이 계획이 사로잡히지 않은 인간들을 죽이려는 것, 즉 그들이 '다섯 번째 웨이브'라는 것을 추론한다. 벤은 자신의 분대를 숲으로 보내고, 뒤에 남겨진 샘을 데려오기 위해 분대가 죽었다고 주장하며 기지로 돌아온다. 벤은 보쉬에게 아이들이 '다섯 번째 웨이브'의 전사라는 것에 대해 맞선다. 캐시는 일대일 교화 중에 레즈닉 상사를 죽인다. 벤과 캐시는 서로를 찾고 샘을 찾기 위해 떠난다. 에반은 수많은 폭탄을 터뜨리고 시설 전체가 파괴되기 전에 샘을 찾으라고 조언한다. 보쉬와 살아남은 군대 아더스들은 군용 항공기로 인간 아이들과 함께 대피한다. 캐시, 벤, 샘은 에반이 기지 파괴를 완료하는 순간 링거의 도움으로 탈출한다. 벤의 분대는 다시 뭉치고, 캐시는 인류 생존의 원동력으로서 희망의 힘에 대해 생각한다.

## 캐스팅
- 클로이 그레이스 머레츠 - 캐시 설리번 역
- 닉 로빈슨 - 벤 패리시 / 좀비 역
- 론 리빙스턴 - 올리버 설리번 역
- 매기 시프 - 리사 설리번 역
- 앨릭스 로 - 에번 워커 역
- 마리아 벨로 - 레즈니크 병장 역
- 마이카 먼로 - 링거 역
- 재커리 아서 - 새미 설리번 역
- 리에브 슈라이버 - 보시 대령 역
- 토니 레볼로리 - 덤보 역
- 털리사 베이트먼 - 티컵 역
- 나지 지터 - 파운드케이크 역
- 앨릭스 맥니콜 - 플린트스톤 역

## 같이 보기
- 위장술책 작전